# Zinaida Złatanowa
Zinaida Kamenowa Złatanowa, bułg. Зинаида Каменова Златанова (ur. 24 lipca 1973 w Sofii) – bułgarska urzędniczka państwowa i prawniczka, w latach 2013–2014 wicepremier i minister sprawiedliwości.

## Życiorys
Córka Kamena Welewa, byłego rektora uniwersytetu ChTMU oraz wiceministra edukacji. Ukończyła prawo na Uniwersytecie Sofijskim im. św. Klemensa z Ochrydy. Od 1998 kierowała departamentem integracji europejskiej w resorcie środowiska i zasobów wodnych, następnie od 2001 do 2007 kierowała dyrekcją rady ministrów ds. stosunków z Unią Europejską i międzynarodowymi instytucjami finansowymi. W 2008 została dyrektorem Przedstawicielstwa Komisji Europejskiej w Bułgarii. W maju 2013 z rekomendacji Bułgarskiej Partii Socjalistycznej powołana na wicepremiera oraz ministra sprawiedliwości w gabinecie Płamena Oreszarskiego. Funkcje te pełniła do sierpnia 2014. Związana z liberalnym think tankiem LIPA.